# Uivar
Uivar es una comuna ubicada en el distrito de Timiș, Rumania.

## Superficie
Posee una superficie de 112,2 kilómetros cuadrados.

## Demografía
Hasta 2021 la población era de 2471 habitantes, con una densidad de población de 22,03 habitantes por kilómetro cuadrado.